# André Barreto
Pour les articles homonymes, voir Barreto.
André Barreto, de son nom complet André de Paulo Barreto, né le 6 août 1979 à Rio de Janeiro, est un footballeur brésilien. Il est milieu de terrain.

## Carrière
- 2001 :  Bangu AC
- 2002 :  Boavista (0 match - 0 but)
- 2002-2003 :  Deportivo Aves (prêt) (8 matches - 3 buts)
- 2003-2004 :  Estoril-Praia (prêt) (27 matches - 1 but)
- 2004-2005 :  Boavista (25 matches - 2 buts)
- 2005 :  Wisła Cracovie (6 matches - 0 but)
- 2006 :  Estrela da Amadora (prêt) (11 matches - 1 but)
- 2006 :  CS Marítimo (prêt) (11 matches - 0 but)
- 2007 :  Vitória Setubal (prêt) (11 matches - 0 but)
- 2007-2008 :  CD Trofense (prêt) (24 matches - 0 but)
- 2008 :  Wisła Cracovie

### Palmarès
- Vice-champion du Portugal : 2002
- Liga de Honra : 2008
- Champion de Pologne : 2009